# ریکویر
ریکویر (به فرانسوی: Riquewihr) یک کمون در فرانسه است که در canton of Kaysersberg واقع شده‌است.

## خصوصیات
ریکویر ۱۷٫۰۴ کیلومترمربع مساحت و ۱٬۳۰۸ نفر جمعیت دارد و ۲۹۵ متر بالاتر از سطح دریا واقع شده‌است.

## خواهرخوانده
شهر وایل شهر خواهرخواندهٔ ریکویر هست.